# Anton Bang
Anton Bang, född den 9 december 1809 i Köpenhamn, död den 21 juli 1870 i Kristiania, var en norsk tidningsman.
Bang, vars far tillhörde en inflytelserik ämbetsmannasläkt från Tröndelagen, blev 1831 officer, men måste 1844 ta avsked på grund av lamhet i benen. Han var 1852-1859 lantbrukare i Moldetrakten, men hade redan från sina tidigaste löjtnantsdagar sysslat även med journalistiken. Han redigerade de i Trondhjem utkommande liberala bladen "Nordlyset" (1847) och "Den frimodige" (1848-52). I grundläggandet av oppositionstidningen "Dagbladet" (1869) deltog han blott med sitt namn. Genom populära historiska och geografiska arbeten, moraliserande berättelser och genom småblad, som spreds i stort antal, inlade han stora förtjänster om den norska folkupplysningen.